# Melitta albida
Melitta albida är en biart som beskrevs av Cockerell 1935. Melitta albida ingår i släktet blomsterbin, och familjen sommarbin. Inga underarter finns listade i Catalogue of Life.